# Godt begyndt - en film om skydning
Godt begyndt - en film om skydning er en dansk dokumentarfilm fra 1983 med instruktion og manuskript af Ivan Bjørn-Jensen. Filmen er produceret af Teknisk Film Laboratorium for Dansk Jagtforening og Dansk Strandjagtforening.	

## Handling
Denne artikel mangler et handlingsreferat. Hjælp os med at skrive det.